# Robert Surcouf
« Surcouf » redirige ici. Pour les autres significations, voir Surcouf (homonymie).
Ne doit pas être confondu avec Robert Surcouf de Maisonneuve.
Robert Surcouf, né le 12 décembre 1773 à Saint-Malo et mort le 8 juillet 1827 à Saint-Servan, est un corsaire, armateur et négrier français.
Embarqué dès l'âge de treize ans, il devient ensuite capitaine corsaire. Il harcèle les marines marchandes et militaires britanniques, non seulement sur les mers de l'Europe, mais aussi sur celles des Indes, et reçoit d'eux le surnom de « tigre des mers ». Ses activités le font reconnaître — il est nommé membre de la Légion d'honneur le 26 prairial an XII (14 juin 1804) — et l'enrichissent. Il devient l'un des plus riches et plus puissants armateurs de Saint-Malo et un grand propriétaire terrien.
Il participe également à la traite négrière comme lieutenant sur plusieurs expéditions, puis comme capitaine, et enfin comme armateur de navire négriers à la fin de sa vie et malgré l'interdiction de ce commerce en 1815.

## Biographie

### Origines

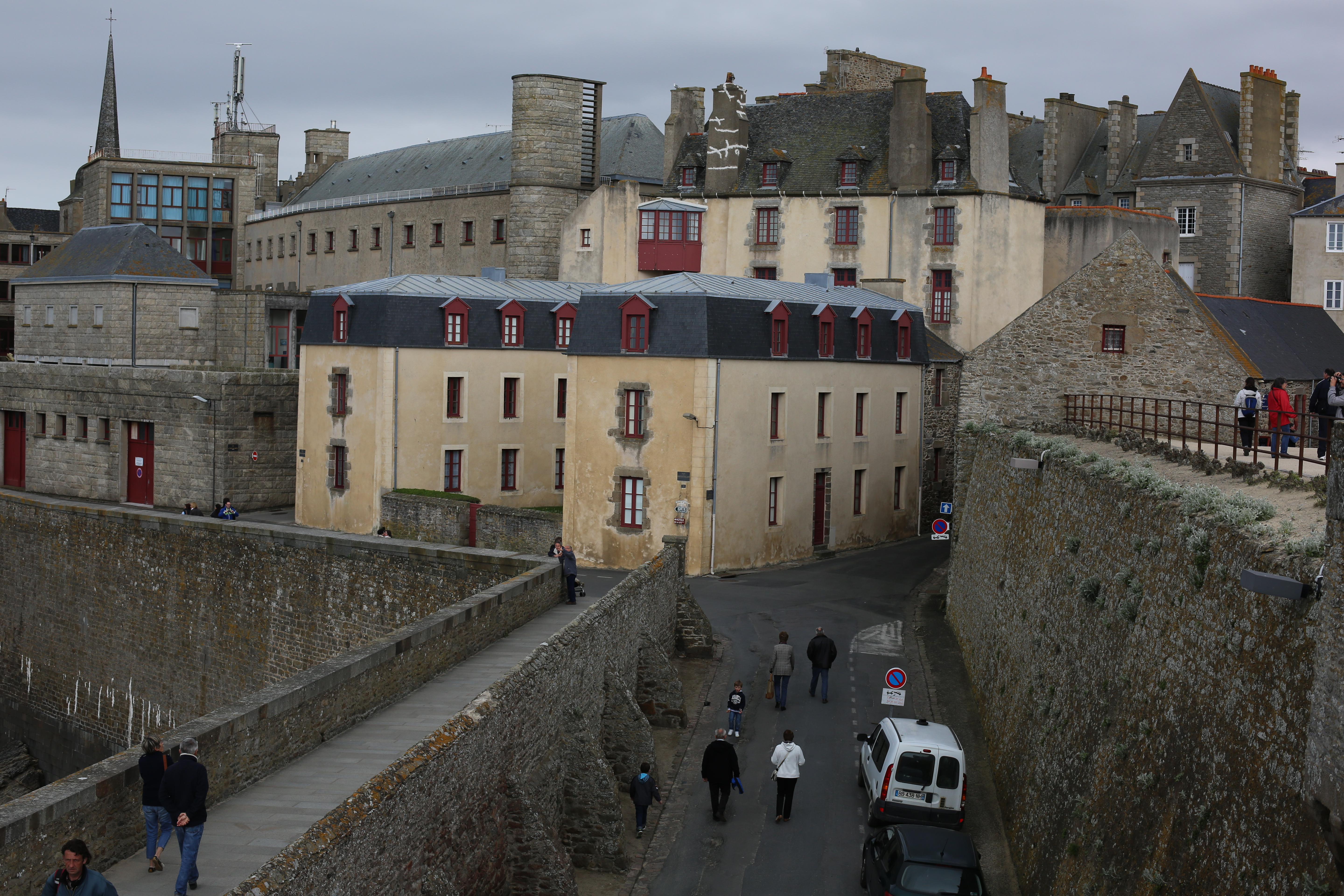
Hôtel de la Bertaudière, hôtel particulier où Robert Surcouf a passé ses premières années.

Robert Charles Surcouf naît le 12 décembre 1773, à Saint-Malo, en France. Cette naissance eut lieu soit rue du Pélicot, soit rue de la Bertaudière. En effet, sur le rôle d'imposition de 1773, la famille Surcouf est déclarée comme résidant rue du Pélicot, mais sur celui de 1775 son adresse est située rue de la Bertaudière. Le registre de 1774 ayant disparu, il est donc impossible de dire si la famille Surcouf habitait déjà rue de la Bertaudière tout en payant l'impôt à son ancienne adresse ou résidait encore à cette dernière.
Descendant d'une famille « ancienne, riche et justement considérée dans ce pays », fils de Charles-Ange Surcouf, sieur de Boisgris, et de Rose-Julienne Truchot de la Chesnais, il était notamment cousin de Duguay-Trouin par sa mère et par Pierre Porcon de La Barbinais (1639-1681), dit le « Régulus malouin »,. Son frère aîné Nicolas Surcouf (né en 1770) est également corsaire. Par ailleurs, sous le règne de Louis XIV entre 1704 et 1705, son arrière grand-père paternel, Robert Surcouf de Maisonneuve (1671-1720) avait pris le commandement du navire corsaire le Comte de Toulouse.

### Formation

#### Élève
Ses parents, commerçants, destinaient Robert Surcouf à la prêtrise. Il suit des études au collège de Dinan dont il fugue, en 1786, après avoir mordu le mollet du prêtre qui tentait de le retenir. Le jeune garçon parcourut sept lieues dans la neige pour rejoindre la mer, un trajet qui faillit lui être fatal. La même année, alors qu'il n'a que treize ans et demi, ses parents l'autorisent à embarquer à bord du brick Le Héron sur lequel il accomplit son premier voyage.

#### Pilotin
Embarqué comme pilotin sur Le Héron, faisant du cabotage à destination de Cadix, Surcouf, bien que sans solde (« apprenant le métier »), n'en mange pas moins à la table du capitaine et est considéré comme étant membre de l'état-major.[réf. nécessaire] En sa qualité d'élève officier, il est exempté des corvées incombant habituellement aux mousses ; il apprend en revanche les rudiments de la navigation et du commandement, mais ne perçoit pas de salaire.
Après cette première expérience, il embarque le 3 mars 1789 sur l'Aurore, navire négrier de sept cents tonnes commandé par le capitaine Tardivet, en partance vers les Indes, pour y faire le commerce d'esclaves. Surcouf n'a pas encore seize ans. L’Aurore rejoint Pondichéry, d'où il est chargé de transporter des troupes à destination de la colonie de l'Isle de France (actuelle île Maurice),. Cette mission accomplie, l’Aurore part chercher des esclaves sur la Corne de l'Afrique. Sur le chemin du retour, il fait naufrage dans le canal de Mozambique, 400 esclaves meurent noyés enchaînés dans les cales. Tardivet et son équipage, qui ont pu quitter le navire et rejoindre la terre ferme, affrètent un navire portugais, le San Antonio, en octobre 1790, pour retourner à Port-Louis, mais ils sont contraints de se dérouter sur Sumatra en raison de mauvaises conditions météorologiques. Finalement, ils ne regagneront Port-Louis qu'à la fin 1790, à bord d'un vaisseau de guerre français parti de Pondichéry.

#### Officier de marine

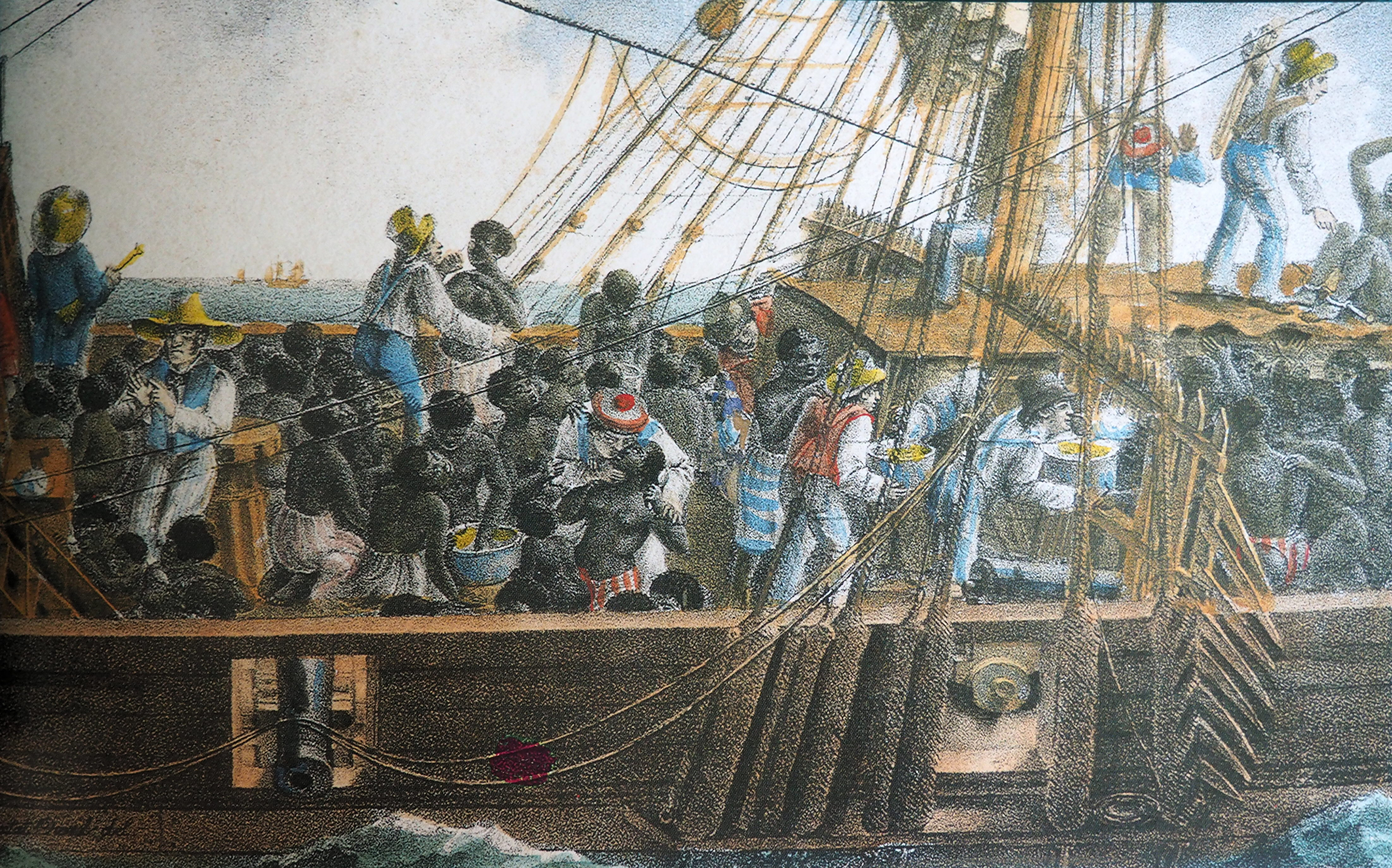
Le pont principal d'un navire négrier.

Promu officier de la marine marchande, Surcouf embarque à bord du Courrier d'Afrique, un autre navire négrier en partance pour le Mozambique sous les ordres du capitaine Garnier. À son retour, il est nommé lieutenant par le capitaine Tardivet et embarque sur le nouveau navire de celui-ci, la Revanche. À son bord, Surcouf effectue plusieurs expéditions au large de Madagascar,.
Il quitte la marine de commerce et s'engage alors dans la Marine royale comme timonier. Il embarque sur la flûte de vingt canons la Bienvenue, en partance pour la métropole, et il est sous les ordres du lieutenant de vaisseau Haumont. La Bienvenue arrive à Lorient le 2 janvier 1792. C'est là que Surcouf découvre les bouleversements politiques générés par la Révolution.
Après six mois passés sur place, Surcouf embarque comme lieutenant sur le navire négrier le Navigateur, commandé par le capitaine Lejoliff,,. Il appareille le 27 août 1792 à destination du Mozambique avant de rejoindre l'Isle de France, où Surcouf est informé à son arrivée de l'éclatement des guerres de la Révolution.
Il reprend du service dans la Marine royale comme enseigne auxiliaire à bord de la Cybèle, frégate de quarante canons, dans l'océan Indien. Il connaît son baptême du feu lors du premier combat de la Rivière Noire, le 22 octobre 1794 : la Cybelle, la frégate Prudente et la corvette Jean Bart parviennent à chasser deux vaisseaux britanniques de cinquante et 44 canons qui assuraient le blocus de la colonie. C'est le seul combat de Surcouf dans la marine de l'État, refusant toujours par la suite le commandement de frégates. Il retourne rapidement à la course, ne dépassant jamais le grade d'enseigne de vaisseau dans la marine militaire.
À vingt ans, déjà capitaine au long-cours, il commande le Créole, un navire négrier alors que l'esclavage a été aboli dans les colonies françaises en février 1794 par la Convention montagnarde. Sans en exclure la possibilité, il est toutefois douteux que, sous le commandement de Surcouf, le navire ait effectué un pareil transport : les rotations, avérées, du navire ne correspondent pas en termes de délai avec celles nécessitées par un voyage de nature « négrière ».

### Un corsaire au service de la France

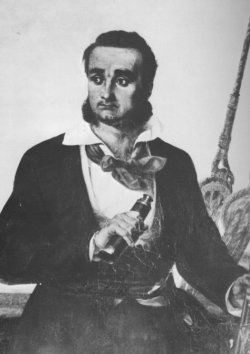
Portrait de Surcouf.

Capitaine corsaire à vingt ans, Surcouf commande successivement plusieurs bâtiments : l'Émilie, le Cartier, la Clarisse, la Confiance et le Revenant. Il effectue des dizaines de combats et par deux fois, il fait front à deux contre un : en février 1799, contre l'Anna-Maria et le Coturbok, puis, en janvier 1800, contre la Louisia et le Mercury. Il totalise, entre 1795 et 1801, puis 1807 et 1808, pas moins de 44 prises dont deux — le Triton et le Kent — entreront dans la légende.

#### Ses débuts: 1795-1796

##### À bord de l'Émilie
Faute d'avoir pu obtenir en juin ou juillet 1795 une lettre de marque, le capitaine brestois Le Vaillant renomma son navire le Modeste en Émilie. Armé pour le commerce, le bâtiment n'avait, de fait, qu'une faible puissance de feu et un équipage réduit. Il en confia le commandement à Surcouf dont la feuille de route était des plus claires : aller aux Seychelles afin d' y acheter des tortues, à défaut du maïs, du coton et autres marchandises.
Parti le 3 septembre 1795 de l'isle de France, Surcouf déroute dès le 8 octobre son navire de sa trajectoire initiale. Dans un procès-verbal — contresigné par l'ensemble de son équipage —, Surcouf se justifie ainsi : résultant d'une concertation entre Surcouf et ses hommes, la décision avait été prise d'un commun accord devant l'imposante présence de navires anglais. Dérouté pour sa sécurité vers l'est (secteur allant de la côte orientale du golfe du Bengale jusqu'au sud de la Malaisie), le navire y ferait cargaison de marchandises. Et de prévoir — si nécessité se faisait sentir — de défendre la dite cargaison à l'aide des quelques canons dont le bateau disposait.
Dans le cadre de cette « défense », il arraisonne le 18 décembre 1795 un brick anglais, le Peguan, dans les brasses du Pégou (delta de l'Irrawady situé sur le littoral de la Birmanie). Puis, s'étant dirigé vers l'embouchure du Gange, il rencontre le 10 janvier 1796 un senau américain — le Sambolass, le 15 janvier c'est le tour d'un schooner — le Russel, enfin le 21 janvier vient un brick-pilote du Gange : le Cartier. Plus performant que l’Émilie, dès sa prise Surcouf le renomme Hazard et s'y installe avec 23 hommes et quatre canons, confiant le soin à un de ses seconds de ramener l’Émilie à l'isle de France laquelle y arrivera à bon port le 15 mars 1796.

##### À bord duCartier: La prise duTriton
Dès le 28 janvier 1796, Surcouf « inaugure » son nouveau navire par la prise d'un brick américain, la Diana, et ce après un bref combat. Le capitaine Tapson soulignera ultérieurement combien les Français se conduisirent en gentlemen. En effet aucun membre de l'équipage, passagères et passagers, n'eurent à se plaindre du moindre mauvais traitement à leur encontre.
Le lendemain, un indiaman de 1 000 tonneaux croise le Cartier, c'est le Triton. Surcouf inclus, ils sont 19 hommes et quatre canons, le Triton peut compter de son côté sur 150 hommes et 26 canons. Surcouf, sous pavillon anglais, s'approcha du navire, puis envoya le pavillon français juste avant l'assaut. L'abordage lancé, les officiers furent rapidement tués, désorganisant ainsi l'équipage, lequel se rendra après une résistance brève mais violente. Surcouf a vingt-trois ans, à la tête de trois navires, le Cartier, la Diana et le Triton, sa légende peut commencer.
Le Cartier sera envoyé à l'Isle-de-France sous le commandement d'un adjoint. Intercepté par le Victorious, il sera dérouté sur Madras. Contre promesse de régler une rançon (qui ne sera jamais payée), la Diana sera rendue au capitaine Tapson. Y seront embarqués les prisonniers faits sur le Triton, lesquels furent traités avec les mêmes égards que ceux de la Diana — la presse anglaise saluera d'ailleurs ce geste dans ses colonnes. Quant à Surcouf, ayant pris le commandement du Triton, une fois toutes ces affaires réglées, il fera route à son tour vers l'Isle-de-France — destination qu'il atteindra le 10 mars 1796.

##### Le conflit autour des prises
Ayant armé en course sans lettre de marque, il fut sur le point d'être privé du fruit de ses exploits. En effet, dès qu'il accosta avec le Triton, ses prises furent confisquées puis vendues sans que ni Surcouf ni les armateurs de l'Émilie perçoivent quoi que ce fût dessus. Le tribunal de l'île en avait décidé ainsi par jugement rendu le 9 floréal an IV (28 avril 1796), ayant estimé qu'absence de permission à faire la Course ôtait, dans ces conditions, tout droit financier. Malgré ce jugement peu flatteur, Surcouf, auréolé du prestige de la prise du Triton, fut le 22 mai 1796 initié dans la loge maçonnique La Triple Espérance. Toutefois il ne resta pas longtemps en compagnie de ses nouveaux frères.
Bien que le montant des ventes soit inconnu, le préjudice devait être conséquent. De fait les armateurs de l'Émilie décidèrent d'envoyer, dès la mi-août, Surcouf plaider à Paris leur cause commune auprès du Conseil des Cinq-Cents. Informés des circonstances mais jugeant que l'exploit du fougueux corsaire méritait largement récompense, un décret fut pris en date du 17 fructidor an V (3 septembre 1797) afin d'octroyer à Surcouf au titre de « don national » le montant de ses prises, évaluées à 1 700 000 livres. Surcouf ne voulut pas ruiner son pays dont les finances étaient mal en point. Non seulement il se contenta pour lui et les armateurs de 660 000 livres mais il poussa le geste jusqu'à proposer que cette somme soit réglée autrement que par de l'argent.

#### À bord de laClarisse: 1798-1800
Son conflit juridique réglé, Surcouf accepta en février 1798 l'offre du négociant nantais Félix Cossin, à savoir le commandement du corsaire la Clarisse. Avec ses deux cents tonneaux, vingt canons et plus de cent hommes d'équipage, rejoint par son frère Nicolas qui devint pour l'occasion son second, Surcouf prit, le 18 août 1798, la direction de l'océan Indien.

##### Première série de prises
Avant même d'y être arrivé, le navire fit cinq rencontres et pas moins de quatre prises. Il croisa en premier, au passage de l'Équateur, un trois-mâts anglais aux 22 canons qui échappa de peu à un abordage. En effet, un de ses boulets ayant brisé le petit mât de hune de Surcouf, le trois-mâts put filer sans demander son reste.
Il y eut ensuite la rencontre avec l’Eliza, brick anglais de 150 tonneaux qui se rendit sans combattre. Le bateau fut emmené à l’isle de France et la vente de la cargaison rapporta 45 000 piastres soit 45 millions de livres. Puis viendra le Fly et deux autres navires, portugais cette fois.

##### Seconde série
Ayant fait une rapide escale à l'île Bourbon, Surcouf et son équipage repartirent de plus belle. Avant d'arriver au port de Soo-Soo (royaume d'Achem situé dans l'île de Sumatra), la Catherine et ses deux cents tonneaux chargés de diverses marchandises croisa le chemin de Surcouf, puis ce fut le tour des navires anglais l'Anna Maria et le Cotorbuk. Le premier livra une rude bataille tandis que le second tenta de se jeter sur les côtes. En rétorsion, le Cotorbuk fut conservé à titre de prise et vendu outre sa cargaison.
À cette liste s'ajoutera le Pacific, navire américain. Une fois capturé, un officier de Surcouf en prendra le commandement afin de le rapatrier sur l'Isle de France mais il sera intercepté par les Anglais qui saisiront à leur tour la cargaison et couleront ensuite le navire.

##### Troisième série
Après une escale à l'Isle de France, puis une autre à l'île Bourbon, laquelle fut des plus tendues avec les autorités locales, la Clarisse reprit la mer. Sur son chemin, il croisa le Rudenmark, un navire danois, un brick portugais la Notre Dame de Bon Succès, un trois-mâts chargé de sel et un autre chargé de fer. Vinrent enfin les trois-mâts l'Auspicious et l'Albion, respectivement de 500 et 460 tonneaux.
Passe alors à portée la Sibylle, navire anglais de 54 canons. Surcouf, avec ses vingt canons, jugea plus prudent de fuir le combat. Afin d'accroître sa vitesse, il allégea donc son navire en faisant jeter, comme la coutume le voulait en pareille circonstance, des canons à la mer, en l'occurrence, huit. Étant parvenu à échapper à la Sibylle, le corsaire reprit sa chasse et bien qu'amoindri en termes de puissance de feu, il arraisonnera un trois-mâts anglais la Jane, pourtant accompagné de deux autres navires. Mais ces derniers s'enfuiront, préférant laisser la Jane à son sort plutôt que de la secourir. Après un combat de trois heures et n'ayant plus de poudre pour ses canons, son commandant se résignera à la reddition. Il sera conduit, lui et son bâtiment, à l'Isle de France sous la direction d'un officier de Surcouf.
Une dernière prise a lieu, clôturant la liste par un nouvel exploit du corsaire. En effet, le navire de Surcouf rencontra sur son chemin deux bâtiments américains : la Louisia et le Mercury. Un combat commença à un contre deux. Outre ce désavantage numérique, s'ajoutaient pour Surcouf un armement diminué et un équipage fortement réduit puisqu'une partie avait été déléguée sur la Jane.
Après un échange de coups de canons entre les trois navires, la Louisia se rua sur la Clarisse, provoquant l'accrochage des deux bateaux. Surcouf en profita pour se lancer à l'abordage de la Louisia avec trente hommes, le reste de l'équipage continuant de canonner de plus belle le Mercury, lequel préféra finalement s'enfuir. Après cette nouvelle victoire, Surcouf rejoignit l'Isle de France en date du 6 février 1800, suivi, le 11 du même mois, par son frère Nicolas, à qui il avait confié le convoyage de la Louisia.

##### Premier bilan
Le 2 mai 1800, la Clarisse repartit en course mais avec un nouveau capitaine. Surcouf, quant à lui, quitta l'île, le 10 mai, sur la Confiance sans son frère Nicolas (1770-1848), et ce pour une raison inconnue. En dix-huit mois, Surcouf avait fait quinze prises pour un montant, dans son estimation la plus pessimiste, de 264 000 piastres soit l'équivalent en monnaie française de 264 millions de livres.

#### À bord de laConfiance: 1800 - 1801

##### Caractéristiques du navire
La Confiance est une frégate de 24 canons lancée en 1799. Partie le 10 mai 1800 de l'isle de France, il ne lui faut pas plus d’un mois et demi pour faire une première prise : un trois-mâts américain l'Alknomack, jaugeant 350 tonneaux et nanti de quatorze canons. Il n’y eut pas de bataille. Si les deux coups de semonce du corsaire laissèrent de marbre l'Alknomack, les trois coups de canons à boulet qui suivirent, plus explicites, incitèrent l’équipage à se rendre sans combat.

##### Septembre 1800
Fin septembre 1800 sera une période chargée : le 19 septembre, le Praise, un trois-mât de huit cents tonneaux, est arraisonné. Le 22 septembre, c'est le tour d'un brick anglais dont on ignore le nom et le tonnage. Le 24 septembre, l’Harriet et ses quatre cents tonneaux connaît le même sort. Le 26 septembre, un brick danois croise le chemin de Surcouf et son équipage. Délesté de sa cargaison de riz, le Danois se voit confier les prisonniers anglais qui venaient d’être capturés. Enfin, le 30 septembre, le Tiger et ses cinq cents tonneaux achève, pour ce mois, la période de course.

##### Prise duKent, octobre 1800

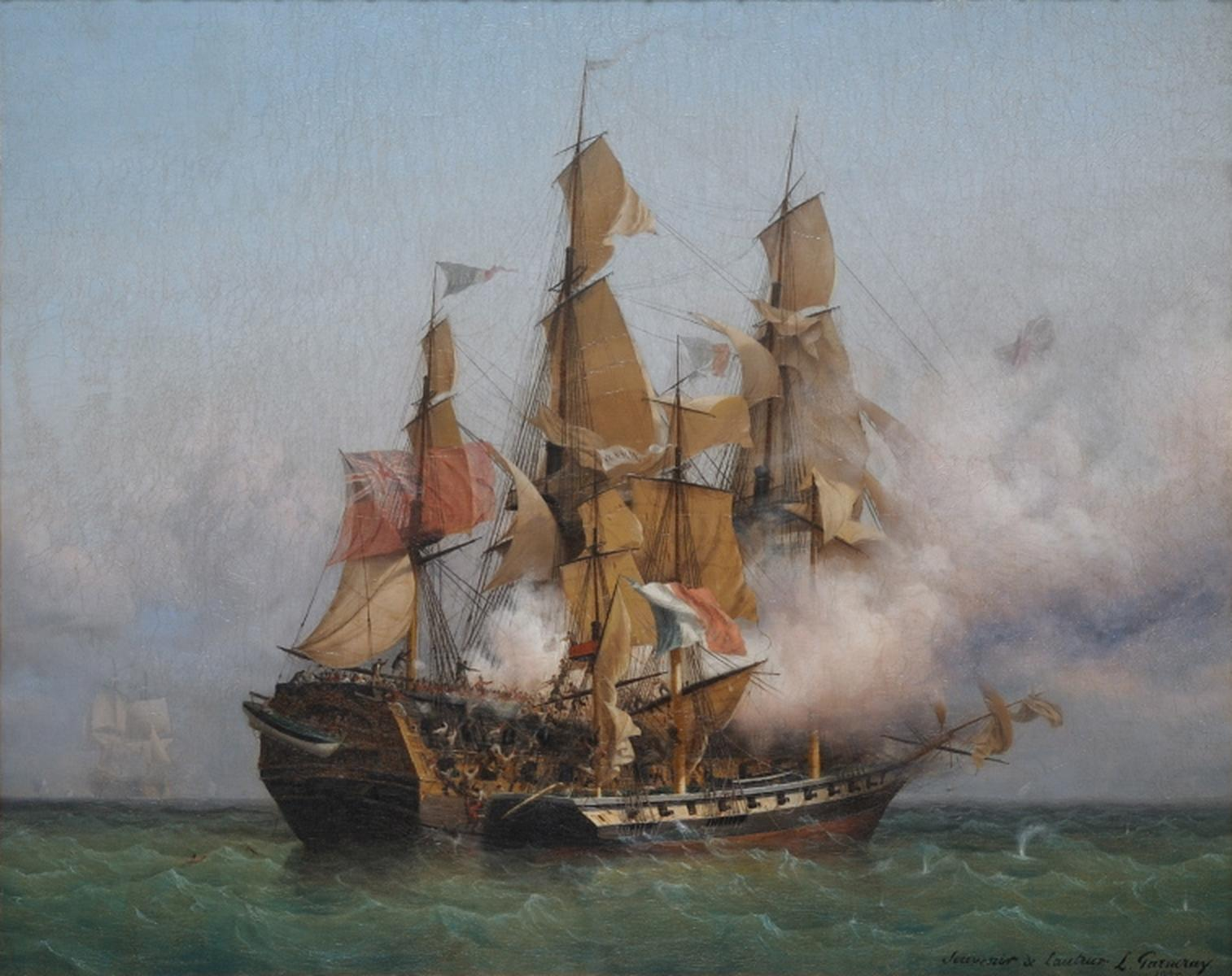
La Confiance sous les ordres de Surcouf (24 canons et 160 hommes) prend le Kent (quarante canons et 437 hommes). Peinture d'Ambroise-Louis Garneray.

Le 2 octobre, l’Union et ses 450 tonneaux tombent dans l’escarcelle de Surcouf. Le 4 octobre voit la prise de deux navires : la Charlotte de 400 tonneaux et la Rebecca de 450 tonneaux. Puis vient le 7 octobre, date à laquelle Surcouf rentre de son vivant dans la légende avec la prise du Kent. Navire anglais de type indiaman, il appartient à la Compagnie anglaise des Indes orientales. Son tonnage est presque le triple de celui de la La Confiance, soit 1 200 tonneaux. Il aligne quarante canons de calibres divers face aux 24 canons de la Confiance, tous de calibre inférieur à ceux du Kent. Enfin, côté anglais, on compte 437 hommes tandis que les Français n'en ont que 160.
À l'aube du 7 octobre, les deux navires s'aperçoivent. Certain de sa supériorité, le capitaine anglais convia ses passagers au « spectacle », lequel durera moins de deux heures. Après une course-poursuite nautique où Surcouf se montra plus fin stratège que son adversaire, La Confiance put accoster le Kent, permettant ainsi son abordage. En dix minutes — les Anglais affirmeront vingt — après un combat acharné, l’affaire sera réglée. Il en résultera pour les Anglais, bien que trois fois supérieurs en nombre, une perte humaine quatre fois plus nombreuse que celle des Français, lesquels compteront dans leurs rangs entre trois et cinq morts et de six à treize blessés.
Le combat achevé, Surcouf arrêtera immédiatement le début de pillage de ses hommes et veillera à ce que les passagères ne subissent aucun outrage. De cette prévenance naîtra une véritable amitié entre Surcouf et l'époux de l'une d'elles, une princesse d'origine allemande mariée au général Saint John.
Puis La Confiance et le Kent, dont le commandement fut confié à son second, le capitaine Drieux, feront route vers l'isle de France où ils arriveront en date du 16 novembre 1800. La vente du navire ainsi que sa cargaison sera estimée à 100 000 piastres, soit cent millions de livres. À la suite de quoi La Confiance sera désarmée puis chargée de marchandises, prenant la direction de la France et atteignant La Rochelle le 13 avril 1801.
La prise du Kent aurait été racontée, selon la tradition, par le texte de la chanson de marins Au 31 du mois d'août, bien qu'ayant eu lieu un 7 octobre.

#### Bilan total des courses de 1798 à 1801
Au total, entre les prises de la Clarisse au montant estimé (à minima) à 264 millions de livres, et celles de La Confiance évaluées à deux cents millions de livres (dont cent millions rien que pour le Kent), Surcouf peut se flatter d’avoir amassé près de 500 millions de livres. Il est possible que la prise du Kent ait inspiré la chanson de marin « Le Trente et un du mois d'août », laquelle modifie toutefois la date du combat. Quant à gêner l'ennemi, premier but de la course, le résultat sera dans ce domaine tout aussi positif : prime au montant record pour qui capturerait Surcouf, hausse des tarifs d'assurance, et installation de filets anti-abordage sur les navires anglais. Consécration suprême : le nom de Surcouf aurait été utilisé comme équivalent du croquemitaine par les mères pour calmer les petits Anglais trop turbulents.

### Surcouf, l'armateur-corsaire

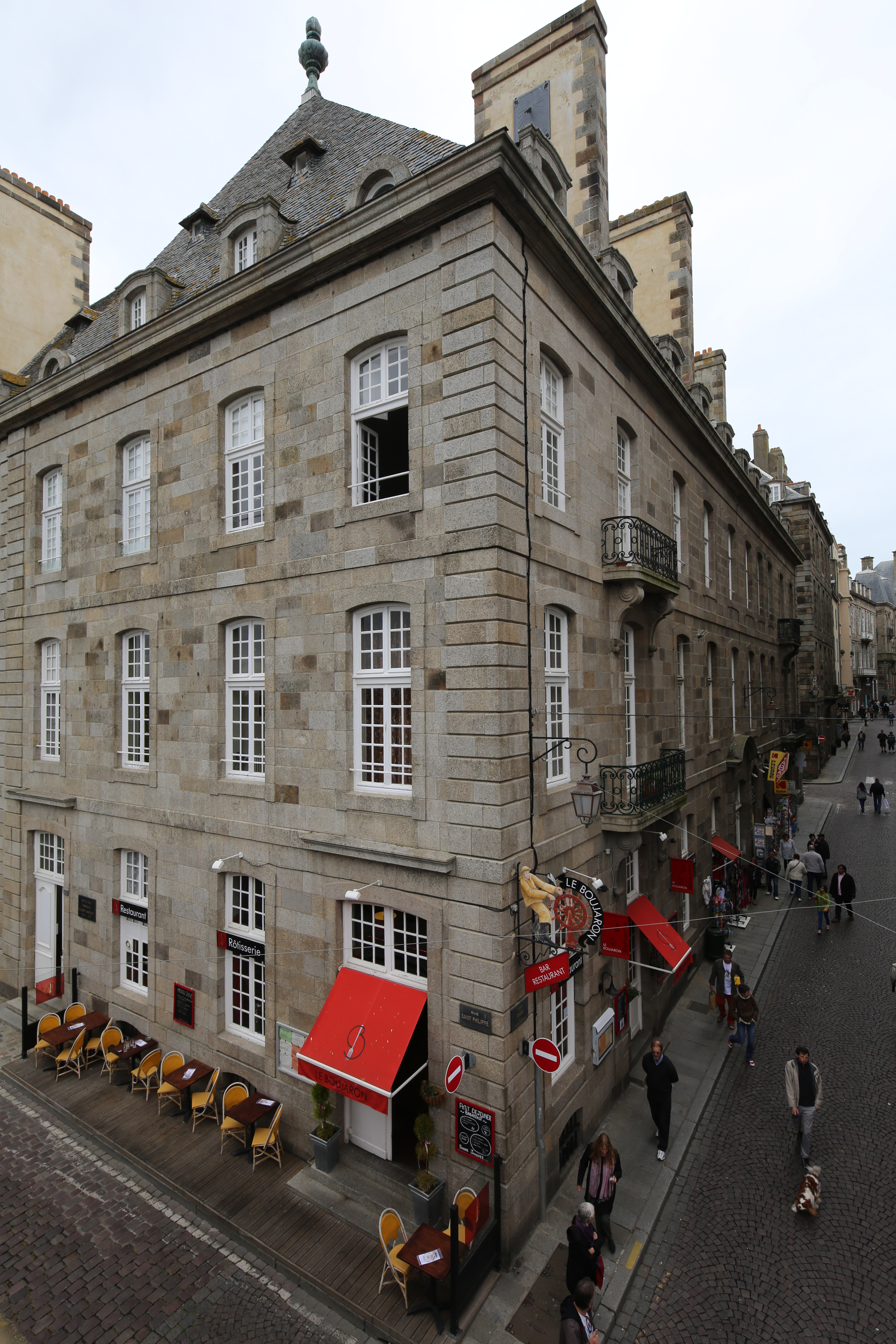
L'hôtel de Beauregard à Saint-Malo, racheté par Surcouf en 1801, et dans lequel il résidera jusqu'en 1827.

En 1801, revenu à Saint-Malo, il épouse Marie-Catherine fille de l'armateur malouin Louis Blaize de Maisonneuve. Surcouf pouvant déjà se prévaloir d'être à la tête d'une petite fortune, les familles des deux jeunes gens appartenant au monde des armateurs malouins, il n'y a donc pas de difficulté à ce que le mariage se fasse.
Bien que jeune marié, Surcouf n'envisage pas pour autant d'arrêter ses activités de marin. Il prépare d'ailleurs activement l'armement d'un navire en vue de lui faire faire la Course quand la signature de la paix d'Amiens met un terme à son projet. Devenu armateur, la paix le contraint à pratiquer uniquement le commerce maritime mais dès la reprise des hostilités avec l'Angleterre en 1803, il retourne à ses activités guerrières, à la fois comme armateur mais aussi en tant que corsaire lui-même.

#### 1803-1809
En tant qu'armateur, ses navires dédiés à la Course connaîtront des fortunes diverses. Ainsi le bilan de la Caroline, navire corsaire de 1804 à 1806, commandé par son frère Nicolas, sera très positif. Le Marsouin, corsaire de 1805 à 1808 pour être finalement très lucratif, le sera pourtant moins que le premier. En revanche si le Napoléon, corsaire de 1805 à 1806, est peut-être rentré dans ses fonds, la Confiance, corsaire de 1805 à 1806 sera totalement déficitaire.

#### LeRevenant(1807-1808)
Dès 1803, tout incite Surcouf à reprendre la mer. En effet, durant l'été, Napoléon lui offre un grade élevé — peut-être celui de capitaine de vaisseau — et le commandement d'une escadre, mais Surcouf refuse. Peu enclin à être commandé, il prétexte le manque d'efficacité de la Marine d'État au regard des ravages engendrés par la course au sein de l'économie ennemie. Napoléon ne lui tiendra pas rigueur, lui faisant même décerner, en 1804, la Légion d'honneur.
Le corsaire Surcouf repart donc le 2 mars 1807. Il commande le Revenant, un solide trois-mâts de quatre cents tonneaux et vingt canons (six de huit livres et quatorze carronades de 32). Officiellement il n'en est pas l'armateur mais le nom du navire indique qui est, dans les faits, le véritable « maître » tant à bord que sur les quais.
Surcouf, en multipliant exploits et prises, redevient rapidement dans les parages de l'Inde, la terreur du commerce britannique. Contraint de rassurer ses propres armateurs, le gouvernement anglais devra se résigner à l'envoi de plusieurs frégates supplémentaires dans ces mers. Mais Surcouf n'en continuera pas moins d'être aussi insaisissable que redoutable.
Ainsi, entre septembre 1807 et février 1808, Surcouf pourra se flatter d'avoir été pourchassé une dizaine de fois mais toujours en vain grâce à la vitesse du navire et l'adresse de son capitaine, d'avoir capturé quinze navires dont cinq ramenés à l'Isle de France et ce pour un montant avoisinant les deux millions et demi de francs — gains qui ne s'arrêteront pas là.
Quand un officier britannique a contesté la noblesse de Surcouf avec ces mots : « Vous, Français, vous vous battez pour l'argent. Tandis que nous, Anglais, nous nous battons pour l'honneur ! » Surcouf a répliqué : « Chacun se bat pour ce qui lui manque. »
Surcouf, pour un motif inconnu, confie le commandement à son cousin et second Joseph Marie Potier de la Houssaye. Ce dernier n'hésite pas à aligner les quatre cents tonneaux du Revenant aux 145 hommes et vingt canons face au Conceçao Y Sao Antonio, vaisseau portugais de mille tonnes, deux cents hommes et trente-quatre canons. Au bout d'une heure de combat, le capitaine portugais finit par se rendre portant ainsi le montant des gains du Revenant à presque 4 millions de francs.
Le navire aurait continué ses lucratifs exploits s'il n'avait été réquisitionné le 4 juillet 1808 par le capitaine général de l'Isle de France Decaen. Ce dernier justifie sa décision par la nécessité de devoir remplacer une frégate de la Marine d'État devenue inutilisable, la Sémillante. Surcouf, la mort dans l'âme, sera obligé d'accepter.
La Sémillante, rachetée par des négociants de l'île puis réparée, sera rebaptisée en Charles. Surcouf se voit confier le commandement de ce vaisseau particulièrement vétuste et lourdement chargé. Le navire sera sauvé une dernière fois. Se présentant début 1809 devant Saint-Malo, il y aurait fait naufrage sans l'adresse de Nicolas, son frère.
Considéré encore de nos jours comme un des meilleurs marins que la France ait jamais eus, son palmarès reste inégalé[réf. nécessaire]. Il a attaqué en cinq ans de course plus de cinquante navires dont nombre ont été détournés vers les ports français.

#### 1809-1814

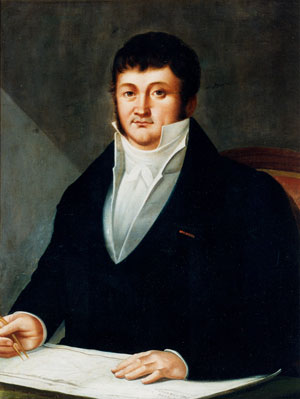
Portrait de Surcouf.

Entre 1809 et 1814, Surcouf armera encore sept navires corsaires dont le bilan militaire sera très mitigé car tous, hormis le Renard, seront rapidement faits prisonniers. Il en résultera un bilan financier catastrophique puisque la majorité de ces vaisseaux n'aura même pas le temps de faire au moins une prise, transformant ainsi leur armement en perte sèche.
C'est ainsi le cas de la Revanche qui portera bien mal son nom. Sortie en octobre 1809, elle est prise dès novembre. Sort identique pour la Biscayenne qui naviguera six mois, de mars à septembre 1810, sans inscrire à son actif une seule prise. La Dorade ne sera guère plus chanceuse. À peine mise à l'eau en avril 1810, elle se voit capturée dès août de la même année. Quant à l'Auguste, il totalisera trois semaines de navigation en tout et pour tout. En effet, mis à l'eau le 29 août 1810, il est capturé dès le 17 septembre.
L'Edouard fera à peine mieux. Mis à l'eau en novembre 1811, fait prisonnier dès février 1813, il fera deux prises avant de tomber entre les mains anglaises. Le gain issu de ces deux prises ne couvrant pas les dépenses effectuées pour son armement, le bilan financier du navire sera lui aussi négatif. À l'inverse, la Ville de Caen fera deux prises suffisamment conséquentes pour rendre bénéficiaire son armement durant les quatre mois qui séparent sa mise à l'eau en mars 1812 de sa capture en juillet.

#### Le Renard

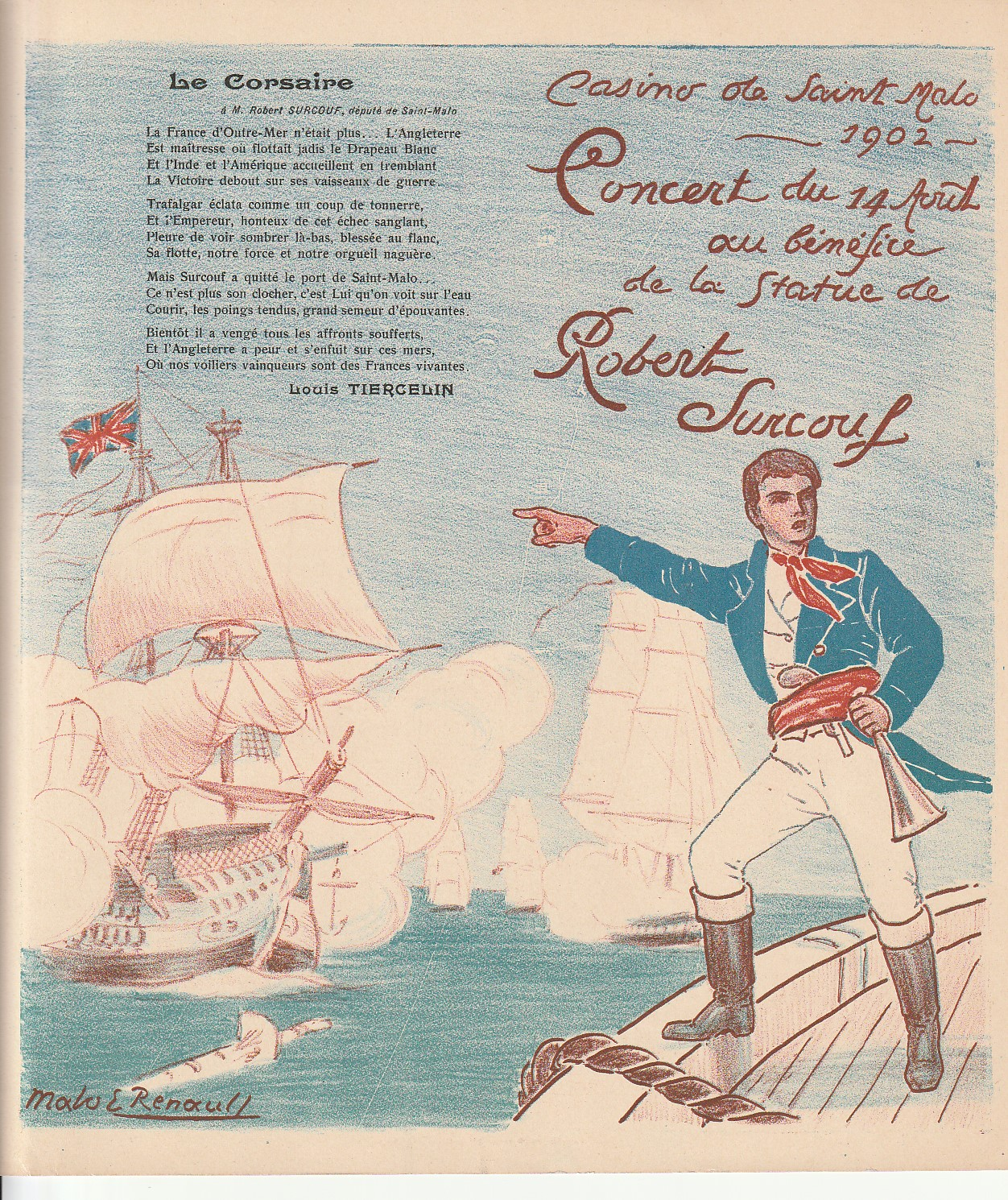
Carton du concert (1902) au bénéfice de la statue de Robert Surcouf.

Seul le Renard, cotre de soixante-dix tonneaux, avec un équipage de 46 hommes, armé de quatre canons de 4 et dix caronades de 8, ne sera jamais fait prisonnier. Le navire n'effectuera aucune prise lui non plus, mais à défaut de procurer des revenus financiers à son armateur, au moins il entrera dans la légende le 8 septembre 1813 en affrontant l'Alphéa, une goélette anglaise, largement supérieure en puissance de feu comme en hommes. Dotée de seize canons de 12, seize pierriers et d'un équipage évalué entre 80 et 120 hommes, son commandant exigea du modeste Renard une reddition qui lui fut refusée. Commença alors, par une canonnade nourrie de part et d'autre, un combat qui deviendra une légende — les Anglais étant à trois contre un tant sur le plan de la puissance de feu que de l'équipage.
Malgré leur infériorité, les Français rendirent dès le début du combat coup de canons pour coup de canons. Quand les navires parvinrent à s'agripper, capitaine et équipage du Renard, poussant l'audace, prirent même l'initiative de l'abordage. Deux seront successivement tentés mais à chaque fois repoussés par les Anglais. Les deux côtés se combattant avec la même rage, mitrailles et canonnades continuant, rapidement morts et hommes gravement blessés ne se comptèrent plus. Le capitaine du Renard fait d'ailleurs partie de ces derniers, son bras droit ayant été emporté par un boulet anglais.
La mer, particulièrement agitée ce jour-là, finit par séparer les navires. L'incident, loin d'arrêter le combat, fit redoubler les canonnades. Le combat en était là quand deux boulets français firent exploser la goélette anglaise qui coula corps et biens en quelques minutes.
Revenu à Saint-Malo, les dommages subis par le Renard nécessiteront sa reconstruction. En janvier 1814, le navire put enfin reprendre du service quand, en avril, Napoléon abdiqua. Les officiers du navire décidèrent alors de mettre fin à l'expédition, estimant que leur lettre de marque signée par l'empereur n'avait plus de légitimité.

### Premier bilan pour l'armateur Surcouf
Si la période 1803-1809 est une très belle réussite tant sur un plan militaire que financier, tout autre est le bilan des années 1809-1814. Entre les pertes sèches et les prises trop peu nombreuses, le déficit, pour cette période, est évalué à 400 000 francs.
Toutefois grâce à la période 1803-1809 et notamment aux exploits du Revenant, le solde global demeure malgré tout nettement positif. La fortune de Surcouf est certes entamée mais demeure suffisamment importante pour lui permettre de poursuive des activités d'armateur. L'année 1814 mettant un terme définitif à plusieurs siècles de course, les expéditions ne seront plus désormais que de nature purement commerciale.

### Dernières années

#### Armateur et négrier

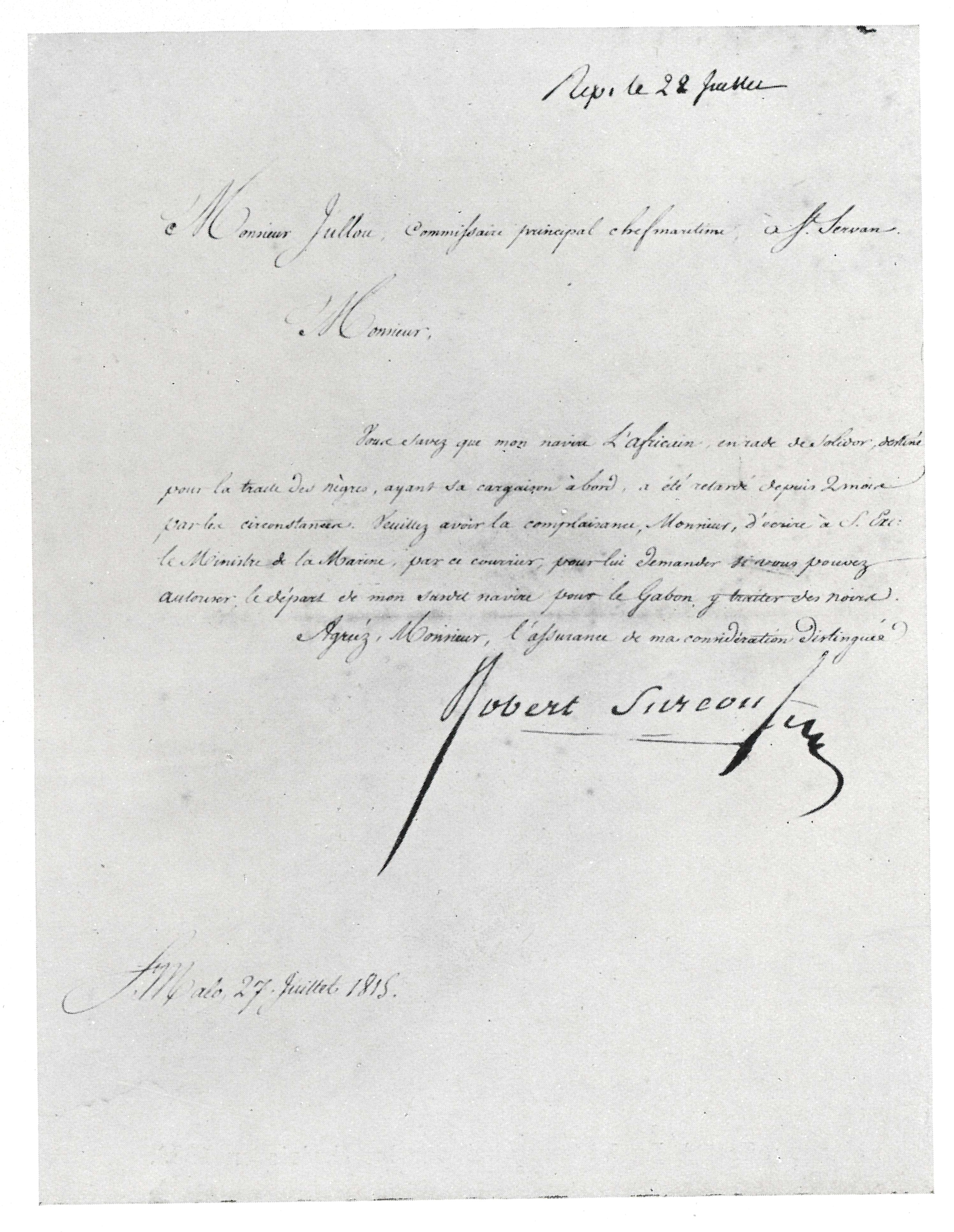
Lettre de Robert Surcouf demandant le départ de son navire négrier L'Africain de la rade de Solidor (Saint-Malo), le 27 juillet 1815.

Surcouf met un terme définitif à sa carrière de marin en 1809 pour se consacrer désormais à son activité d'armateur. Entre 1814 et 1827, il effectue 116 armements[réf. nécessaire]. Son activité sera orientée pour les deux tiers vers le cabotage et la pêche à la morue, le tiers restant consistant à faire du commerce dans l'océan Indien. Dans ce cadre, six expéditions (deux avérées et quatre suspectées) seront dévolues à la traite des esclaves dans le cadre du commerce triangulaire, comme le prouve sa signature sur une lettre envoyée à un commissaire de la marine.

« Monsieur Jullou, Commissaire principal, Chef maritime de Saint Servan. Monsieur, vous savez que mon navire, l’Africain, en rade de Solidor, destiné pour la traite des Nègres, ayant sa cargaison à bord, a été retardé depuis deux mois par les circonstances. Veuillez avoir la complaisance, Monsieur, d’écrire à S. Exc : le Ministre de la Marine, par ce courrier, pour lui demander si vous pouvez autoriser le départ de mon susdit navire pour le Gabon y traiter des Noirs... ! Agréez Monsieur l’assurance de ma considération distinguée. »

— Robert Surcouf, Saint-Malo, le 27 juillet 1815
Pourtant si l'esclavage, rétabli depuis 1802 par Napoléon, n'est pas remis en cause par les autorités, la traite a été déclarée illégale par un décret impérial de mars 1815, confirmé par le traité de Paris.

#### Riche propriétaire foncier

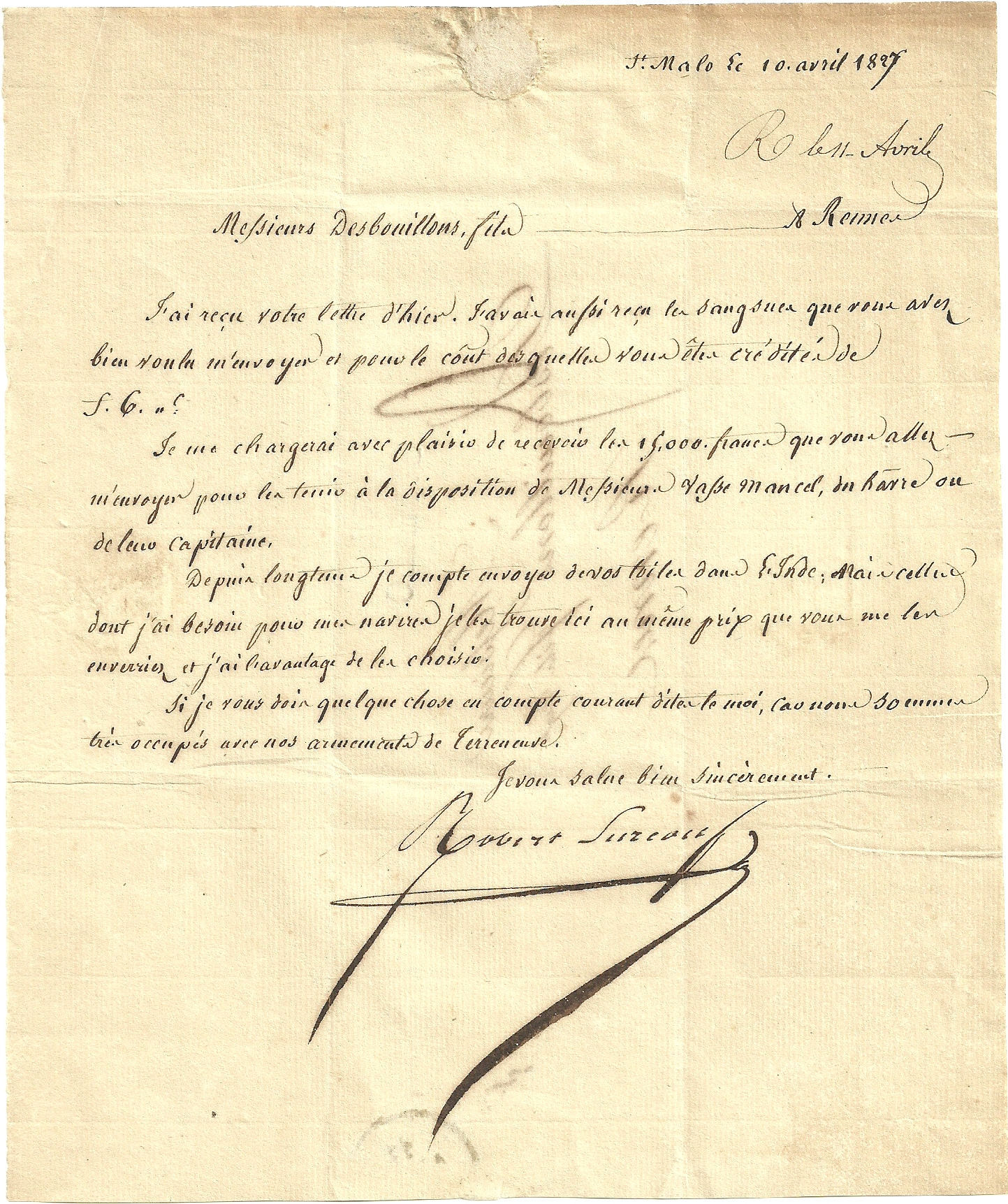
Une des dernières lettres de Robert Surcouf, écrite le 10 avril 1827.

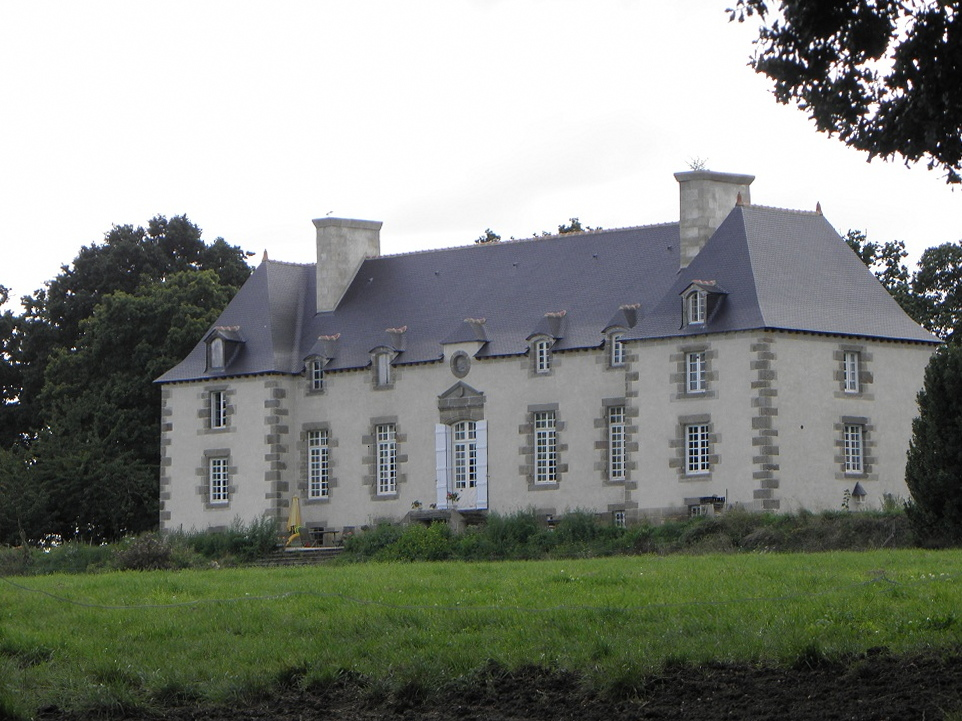
Le Manoir de la Belle-Noë.

À ses activités d'armateur s'ajoutèrent, au fil du temps, celles d'un gros propriétaire terrien, faisant peu à peu l'acquisition de huit cents hectares répartis en diverses métairies : en 1826, il fait l'acquisition de la maison de campagne où il venait chasser depuis 1810 : le Manoir de la Belle-Noë à Dol-de-Bretagne. Il demeurera d'ailleurs très actif dans la gestion de ses affaires jusque dans les derniers jours de sa vie comme l'atteste une lettre écrite de sa main et datée du 10 avril 1827.
S'étant embarqué dès l'âge de treize ans à la fois par soif d'aventures et besoin d'argent, sa fortune est estimée à près de deux millions de francs à la fin de sa vie.

#### Maladie et décès

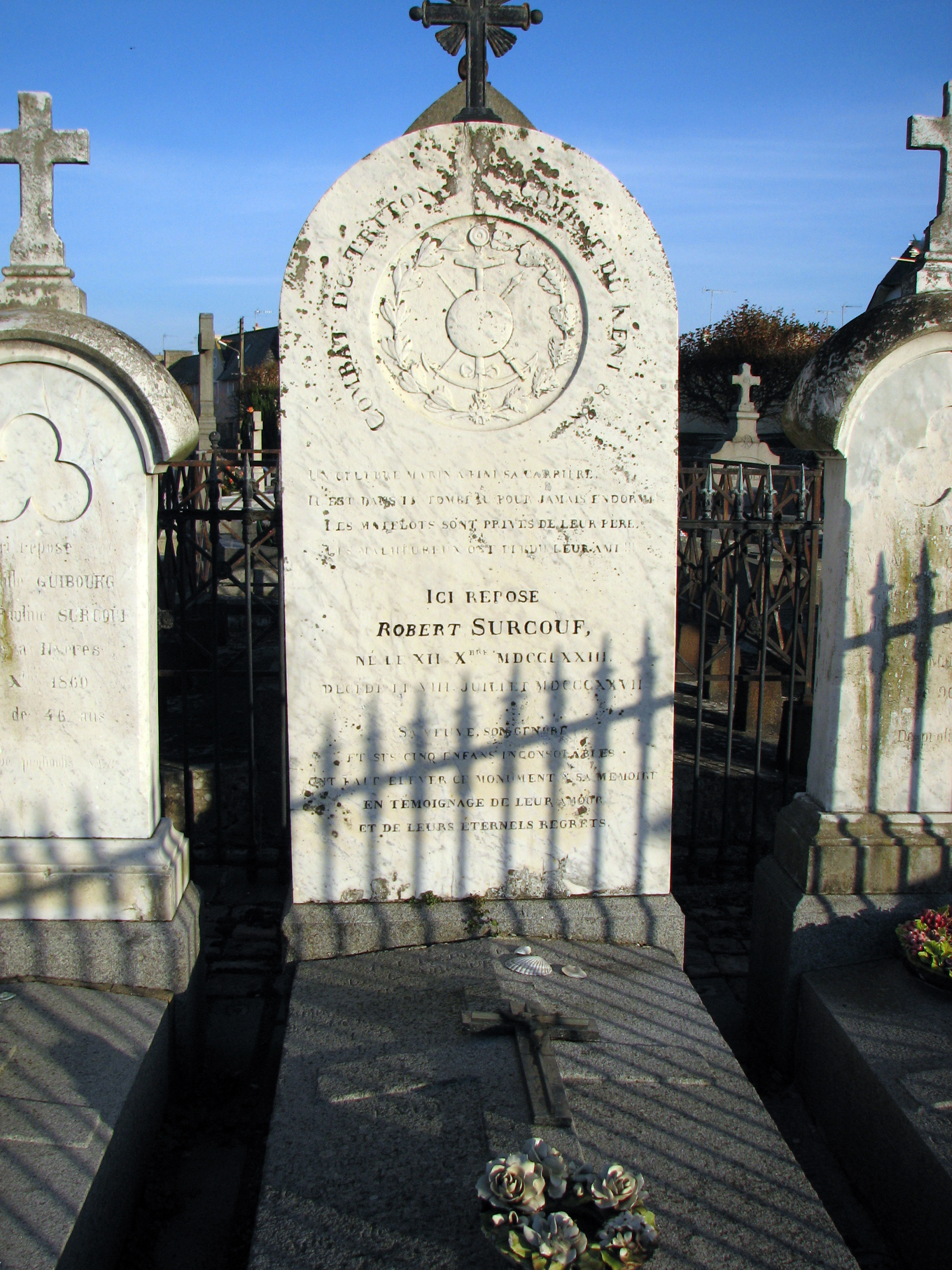
Tombe de Surcouf au cimetière dit de Rocabey à Saint-Malo.

Amateur de bonne chère et de bons vins, devenu obèse avec les années et les excès, probablement atteint d'un cancer, lequel sera soigné par le biais de sangsues censées améliorer sa circulation sanguine, il meurt le 8 juillet 1827 dans une maison de campagne située près de Saint-Servan. Inhumé à Saint-Malo, sa tombe se trouve au cimetière dit de Rocabey avec comme épitaphe 

« Un célèbre marin a fini sa carrière / Il est dans le tombeau pour jamais endormi / Les matelots sont privés de leur père / Les malheureux ont perdu leur ami. »

## Mariage et descendance
Il est marié le 28 mai 1801, à Saint-Malo, avec Marie-Catherine Blaize de Maisonneuve (1779-1848), fille de l'armateur malouin Louis Blaize de Maisonneuve. Ils ont ensemble plusieurs enfants :
- Caroline Marie (1802-1852), épouse d'Auguste de Foucher de Careil (né en 1791), et postérité à nos jours, notamment représentée par la famille de Foucher de Careil et de Pioger ;
- Éléonore (1804-1839), épouse Pierre Claude Florian Sevoy (né en 1786), et postérité à nos jours, notamment représentée par les familles Potier de Courcy, Abrial et Le Boulanger ;
- Auguste (1806-1867), 2e baron Surcouf (1827), et postérité ;
- Edouard (1810-1823), sans postérité ;
- Robert Victor (1812-1813), sans postérité ;
- Marie Pauline (1814-1860), épouse d'Achille, baron Guibourg (1799-1890), et postérité ;
- Adolphe Eugène (1816-1878), marié mais sans postérité.

Avant son mariage, il a une courte relation avec Angélique Alexandrine Panel avec qui il a un fils :
- Alexandre Aubert (env. 1798-?), baptisé le 5 juillet 1798 à l'église Saint-Roch[35].

## Légendes

### Baron d'Empire
Il est souvent présenté comme ayant été fait baron d'Empire, mais aucun document officialisant l'octroi d'un titre ne le mentionne : ni le registre alphabétique des anoblissements impériaux, ni les lettres patentes enregistrées auprès du Sénat. Cependant, tant de son vivant qu'après son décès, il sera toujours administrativement désigné comme le « sieur Robert Surcouf ».

### Le duel avec les officiers prussiens
L'histoire d'un duel entre Surcouf et des officiers prussiens, dans la France occupée de 1816, fut souvent rapportée ; ici par Louis Gallouédec :

« Un matin de l'automne de 1816, à l'époque où les Alliés occupaient encore la France envahie, Surcouf se trouvait à Saint-Malo, au café, le café Joseph, place
Duguay-Trouin, en face de la sous-préfecture, avec ses partenaires habituels, M. de
Mainville, un ancien émigré, et son vieil ami Brisebarre : chaque matin, Surcouf venait là fumer sa pipe, prendre un verre, parcourir la gazette et jouer au billard. Ce jour-là, tandis que Surcouf faisait sa partie, la porte s'ouvre, donnant passage à une douzaine d'officiers prussiens du régiment de Wrangel qui tenait garnison à Dinan. Ils entrent
bruyamment, faisant tinter leurs éperons et donner leurs sabres, traitant le café Joseph en pays conquis. L'un d'eux, en passant, bouscule Surcouf qui grogne et se fâche. On s'invective de part et d'autre. Surcouf, sa queue de billard à la main, après les avoir menacés de leur caresser la figure, termine la discussion en provoquant en duel tous les officiers prussiens. Ce fut un duel épique, digne de celui de Cornic. La marée était basse. Séance tenante on se rendit derrière le Fort-Royal, près le Grand Bé ; les témoins de Surcouf étaient de Mainville et Brisabarre. Surcouf tranche net le poignet de son premier adversaire. Il « démâte » le second et le troisième avec la même désinvolture. Le quatrième a le ventre ouvert d'un coup de banderole. Tous, jusqu'au
onzième, tombent plus ou moins blessés. Alors, Surcouf se tournant vers son dernier
adversaire : « Restons-en là, si vous voulez bien, monsieur. Il est bon que vous
puissiez raconter en votre pays comment se bat un ancien soldat de Napoléon. »

— Louis Gallouédec, inspecteur général de l'Enseignement
Elle est fortement sujette à caution, notamment parce que Charles Cunat, premier biographe de Surcouf le connut personnellement or il n'en parle jamais dans son ouvrage de 1842. D'autre part, aucune référence à ce fait n'a été retrouvée antérieurement à 1890.

## Postérité

### Hommages et critiques

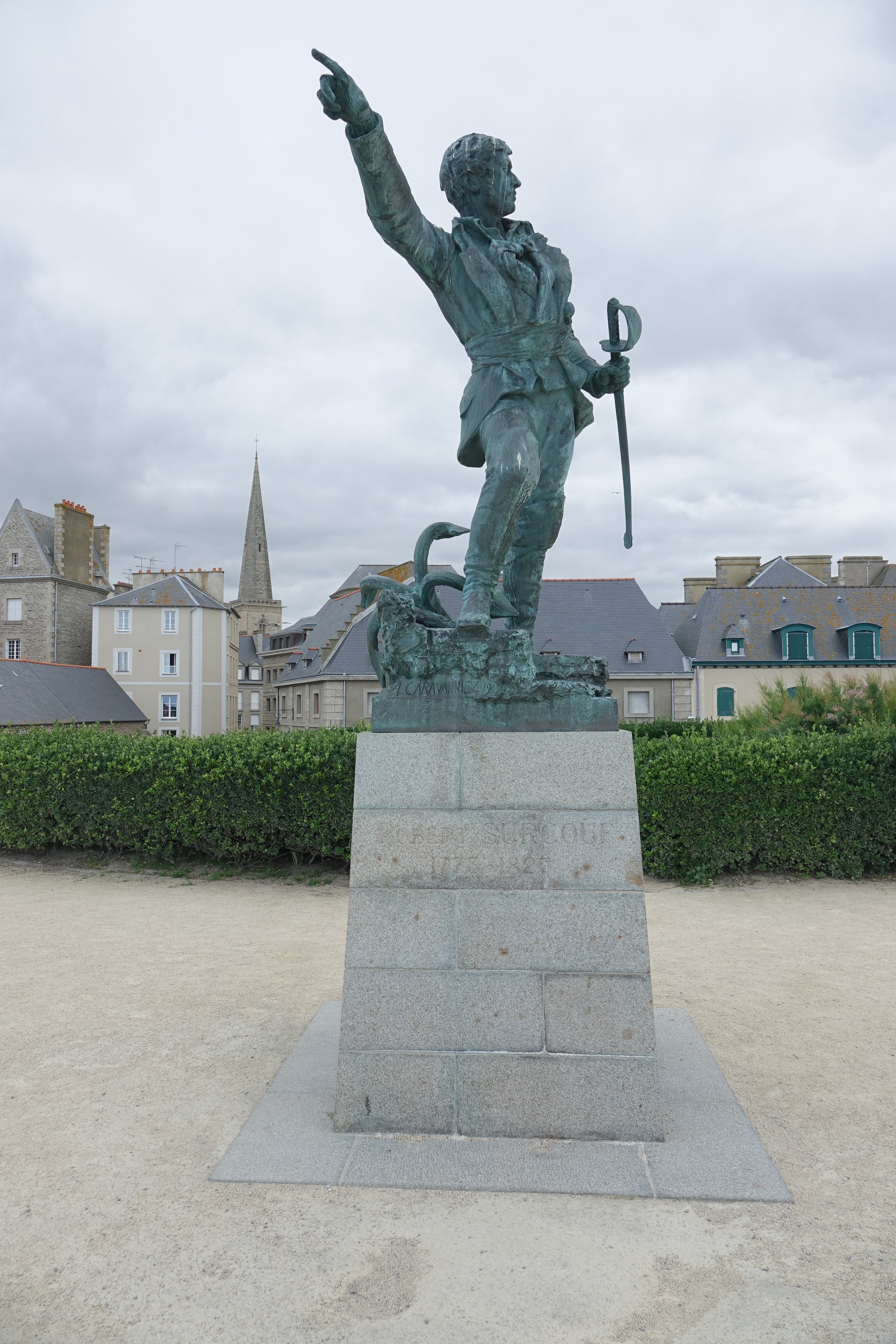
La statue de Robert Surcouf à Saint-Malo.

Cinq bâtiments de la Marine nationale française ont porté le nom de Surcouf :
- un aviso mixte de 531 tonneaux (1858 –1885) ;
- un croiseur à vapeur de 1 850 tonneaux (1889 –1921) ;
- un croiseur sous-marin (1929 –1942) ;
- un escorteur d'escadre D621 (1954 –1972) ;
- une frégate F711 (1993 –).

Robert Surcouf figure sur une pièce de dix euros en argent, éditée en 2012, par la Monnaie de Paris, pour représenter sa région natale : la Bretagne.
Une réplique du Renard, cotre corsaire de Surcouf a été construite à Saint-Malo et lancée en 1991. Il est possible de naviguer sur ce bateau.
Une statue, inaugurée en 1903, le représente à Saint-Malo. Le 10 mai 2019, journée commémorative de l'esclavage et de la traite, la statue est recouverte de peinture rouge par des militants.
Une espèce d'insectes coléoptères de la famille des Histeridae : Halacritus surcoufi, décrite de l'île Maurice et citée de l'archipel des Comores, de Madagascar, de Somalie et du Kenya lui a été dédiée par l'entomologiste français Yves Gomy en 1978.
En 2022 et 2023, une comédie musicale lui rend hommage. Surcouf, Roi des corsaires se joue aux mois de juillet et août au Palais du Grand Large à Saint-Malo. Surcouf est interprété par Cédric Chupin et le jeune Néo Rault.
Un timbre à son effigie a été émis en France en 1951.

## Dans les arts et la culture

### Cinéma
- 1924 : Jean Angelo dans Surcouf de Luitz-Morat
- 1965 : Roger Bousquet dans Une aventure de Surcouf d’Henri Carrier
- 1966 : Gérard Barray dans Surcouf, le tigre des sept mers et Tonnerre sur l'océan Indien de Sergio Bergonzelli et Roy Rowland

### Télévision

#### Série
- 1983 : Benoît Allemane dans Marianne, une étoile pour Napoléon de Marion Serrault

#### Documentaire
- 2003 : Dominique Pinon dans Sur la piste des pirates et des corsaires de Franck Chaudemanche